# Yakirra nulla
Yakirra nulla är en gräsart som beskrevs av Michael Lazarides och Robert D. Webster. Yakirra nulla ingår i släktet Yakirra och familjen gräs. Inga underarter finns listade i Catalogue of Life.